# Adeline Daumard
Adeline Daumard (geboren am 13. August 1924 in Limoges; gestorben am 18. November 2003 in Paris) war eine französische Historikerin mit dem Schwerpunkt Sozialgeschichte und Stadtgeschichte im 19. Jahrhundert. Insbesondere forschte sie zur Geschichte des Bürgertums in dieser Zeit.

## Leben und Wirken
Adeline Daumard wurde am 13. August 1924 als Tochter von Victor-Léon Daumard (1898–1965) und Amélie Renaudie geboren. Ihr Vater war Ingenieur und von 1955 bis 1959 Generalinspekteur des Rundfunks. Ihr Bruder Jacques Daumard (1926–2001) schlug die höhere Beamtenlaufbahn ein.
Sie legte am Lycée Fénelon in Paris 1941 das Baccalauréat ab und studierte danach an der Sorbonne, wo sie mit einer Licence in Geschichte und 1947 mit einem Diplôme d’études supérieures (DES) abschloss. 1949/1950 erlangte sie die Agrégation (Lehrbefugnis für höhere Schulen) im Fach Geschichte. Danach unterrichtete sie an Sekundarschulen in Le Havre und Orléans. Sie begann 1954 ihre Forschungstätigkeit am Centre national de la recherche scientifique (CNRS).
Von 1958 bis 1964 lehrte und forschte sie in der wirtschafts- und sozialwissenschaftlichen Sektion der École pratique des hautes études (EPHE), aus der später die École des hautes études en sciences sociales hervorging. Ihre von Charles-Hippolyte Pouthas betreute thèse d’État zum Thema La bourgeoisie parisienne de 1815 à 1848 („Das Pariser Bürgertum von 1815 bis 1848“) verteidigte sie 1963. Im Jahr darauf wurde sie Maître de conférences (Dozentin) und 1965 außerordentliche Professorin am geisteswissenschaftlichen Kolleg in Brest. 1967 wechselte sie nach Amiens (damals eine Außenstelle der Universität Lille) und wurde im Folgejahr auf einen Lehrstuhl für Neuere und Neueste Geschichte an der faculté des lettres (geisteswissenschaftlichen Fakultät) berufen, die ab 1969 zur nun eigenständigen Université de Picardie gehörte. Dort verbrachte Daumard die längste Zeit ihrer universitären Karriere.
Ab 1975 war sie mehrmals als Gastprofessorin in Brasilien. Zusammen mit der brasilianischen Historikerin Cecília Westphalen (1927–2004), die an der EPHE in Paris studiert hatte, baute Daumard das Graduiertenprogramm in Geschichte an der Universidade Federal do Paraná in Curitiba auf. Es folgten Aufenthalte an der Universidade de São Paulo und der Universidade Federal Fluminense in Rio de Janeiro. Schließlich wurde Daumard 1984 als Professorin an die Universität Paris I (Panthéon-Sorbonne) berufen.
Adeline Daumard starb am 18. November 2003 in Paris. Die Fondation Jean Moulin ist ihre Universalerbin.

## Veröffentlichungen

### Monographien
- Mit François Furet: Structures et relations sociales à Paris au milieu du XVIIIe siècle, 1961.
- La bourgeoisie parisienne de 1815 à 1848, thèse principale pour le doctorat ès lettres, S.E.V.P.E.N., 1963. Weitere Ausgaben:
- Les bourgeois de Paris au XIXe siècle, Flammarion, Paris 1970. Gekürzte Ausgabe unter dem Titel La Bourgeoisie parisienne de 1815 à 1848. erschienen bei Albin Michel in der Reihe L’Évolution de l’humanité, Paris 1996.
- Maisons de Paris et propriétaires parisiens au XIXe siècle. 1809–1880, Cujas, Paris 1965.
- Les fortunes françaises au XIXe siècle: enquête sur la répartition et la composition des capitaux privés à Paris, Lyon, Lille, Bordeaux et Toulouse, d’après l’enregistrement des déclarations de succession, Mouton, Paris 1973.
- Les bourgeois et la bourgeoisie en France, Aubier, Paris 1987–

### Artikel in Zeitschriften
- Paris et les archives de l’Enregistrement., A.E.S.C., 1958, S. 289–303.
- Mit François Furet, Les archives notariales et la mécanographie., A.E.S.C., 1959, S. 676–693.
- Structures sociales et classements socioprofessionnels: l’apport des archives notariales aux XVIIIe et XIXe siècles, Revue historique., 86, Bd. 227, 1962, S. 139–154.
- Une référence pour l’étude des sociétés urbaines en France aux XVIIIe et XIXe siècles, projet de code socio-professionnel., R.H.M.C., Band X, Nr. 3, Juli–September 1963, P.U.F., S. 185–210.
- Daumard, Adéline et François Furet, Structures et relations sociales à Paris au XVIIIe siècle., Cahiers des Annales, Paris, Armand Colin, Nr. 18, 1961.

### Vorworte
- Belleville au XIXe siècle : du faubourg à la ville., Gérard Jacquemet,  EHESS, 1984.
- Les classes bourgeoises et l’avènement de la démocratie., Félix Ponteil, 2. Aus., 1989.